# Сирен Сирмийский
Сирен Сирмийский (+ ок. 307 года) — святой мученик Сирмийский. День памяти — 23 февраля.
Святой Сирен (Sirenus), или Синерий (Sinerius), или Серен (Serenus), или Сернёф (Cerneuf) родился в Греции. Известен как садовник и аскет, живший в Сирмии (нынешняя Сремска Митровица), где и был обезглавлен за исповедание Христовй веры.
Из-за путаницы в названиях Сирмий (Sirmium) и Фирм (Firmum), нынешнее Фермо, что в Италии, он почитается и там, как местный мученик.